# Ancora vivo - Last Man Standing
Ancora vivo - Last Man Standing (Last Man Standing), è un film d'azione del 1996, scritto e diretto da Walter Hill, remake autorizzato di La sfida del samurai (1961) di Akira Kurosawa di cui è una versione gangster ambientata negli anni del proibizionismo.

## Trama
1932, Jericho, città di confine tra Texas e Messico. Un vagabondo di nome John Smith guida la sua Ford Model A Coupé: al suo arrivo, una giovane donna di nome Felina attraversa la strada, catturando lo sguardo di Smith. Qualche istante dopo, un gruppo di mafiosi irlandesi, guidati da Finn, circondano l'auto di Smith. Lo avvertono di non fissare la donna perché è "proprietà di Doyle", il loro capo e gli fracassano la macchina.
Bloccato e senza soldi per riparare la macchina, Smith va dallo sceriffo Ed Galt; quest'ultimo si rifiuta di aiutarlo, dicendogli di lasciare la città. Invece, Smith va all'hotel della città, gestito da Joe Monday, prende un drink e una stanza, e si arma. Poi va al quartier generale di Doyle e sfida Finn a duello, che Smith vince con una velocità allarmante. Smith parte e torna al bar dell'hotel, con grande sorpresa dei residenti di Jericho.
Venuto a conoscenza della morte di Finn, Fred Strozzi, il capo della banda italiana di Jericho, offre a Smith un lavoro nel suo clan. Strozzi è ansioso di spazzare via i suoi rivali e sta assumendo chiunque possa combattere per costruire la sua banda. Smith accetta la sua offerta e incontra Giorgio Carmonte, figlio di un famoso mafioso di Chicago che sta monitorando le attività di Strozzi a Jericho. Carmonte esprime la sua immediata sfiducia e antipatia per Smith, che se ne va, incontra e seduce l'amante di Strozzi, Lucy.
Smith accompagna Strozzi e i suoi uomini su una strada di campagna, dove incontrano Ramirez, un funzionario di polizia messicano corrotto sul libro paga di Doyle. La banda tende un'imboscata e uccide gli uomini di Doyle e sequestra una carovana di liquori illeciti. Carmonte si reca in Messico per concludere più accordi con Ramirez, mentre Doyle e il suo capo tutore Hickey tornano a Jericho e vengono informati della morte di Finn e della perdita della spedizione. Smith si finge dalla parte di Doyle e rivela il tradimento di Ramirez. Hickey si reca in Messico, uccide Ramirez e una corrotta guardia di frontiera coinvolto nel commercio di liquori e rapisce Carmonte. Doyle contatta Strozzi e chiede un grosso riscatto per Carmonte, oltre alla restituzione dei suoi camion. Strozzi a sua volta rapisce Felina e si offre di scambiarla. Le due bande fanno lo scambio e tornano ai rispettivi imperi.
Smith viene convocato dallo sceriffo Galt e incontra il capitano Tom Pickett dei Texas Rangers, che è stato inviato per indagare sulla morte dell'ufficiale di pattuglia. Avverte Smith che può tollerare una banda a Jericho, ma non due, e intende portare una compagnia di Rangers in dieci giorni per spazzare via entrambe le parti. Smith dice che intende mettere le bande l'una contro l'altra, distruggendole entrambe e facendo soldi alla fine della storia. Pickett accetta il suo piano, ma avverte Smith che se lo trova lì dopo dieci giorni, ucciderà anche lui.
Lucy va da Smith e rivela che le è stata tagliato un orecchio per aver dormito con lui. Smith le dà dei soldi e la mette su un autobus da Jericho. Il giorno successivo, Smith rivela una falsa voce secondo cui Strozzi sta portando più soldati. Giocando sull'ossessione di Doyle per Felina, convince Doyle che Strozzi proverà a rapirla di nuovo per scoprire dove è tenuta Felina. Smith uccide gli uomini che sorvegliano Felina e le dà una delle macchine di Doyle e dei soldi. Il giorno successivo, Smith sta aspettando al rifugio quando Doyle arriva, e afferma di essere arrivato troppo tardi per impedire a Strozzi di rapire Felina. Lo scagnozzo di Doyle, Jack McCool, crede alla storia di Smith, ma Hickey no. Doyle impazzisce e dichiara guerra a tutto campo contro Strozzi e la sua banda.
Il piano di Smith va storto quando Hickey gli tira un'imboscata, avendo saputo che Felina è stata avvistata mentre si dirigeva verso il Messico. Doyle imprigiona Smith e lo fa torturare, chiedendo di sapere dove si trova Felina. Nonostante le pesanti torture inflittegli, Smith si rifiuta di parlare. Più tardi quella notte, uccide le sue guardie e fugge con Monday e lo sceriffo Galt. Mentre stanno guidando fuori città, vedono Hickey e i suoi uomini massacrare la banda di Strozzi in un roadhouse. Strozzi e Carmonte provano ad arrendersi, ma vengono uccisi senza pietà.
Smith si rifugia nella chiesa remota dove Felina era andata a pregare. Due giorni dopo, lo sceriffo Galt arriva e informa Smith che Monday è stato sorpreso mentre stava per portargli il cibo alla chiesa e che Doyle probabilmente lo torturerà a morte. Quindi porge a Smith le sue pistole, dicendo che è tutto l'aiuto che è disposto a offrire. Smith torna in città, uccide McCool e il resto degli uomini di Doyle e salva Monday. Doyle e Hickey sono assenti, scesi in Messico alla disperata ricerca di Felina. Smith attira Doyle nella sua posizione e lascia che Monday si vendichi sparando al gangster con il suo revolver. Hickey finge di arrendersi e cerca di uccidere Smith, che lo anticipa, uccidendolo.
Smith sale sulla sua Ford (che è stata riparata gratuitamente dal meccanico della città) e si reca in Messico, sua destinazione originaria, lasciando a Monday un po' di soldi e l'auto di Doyle per tornare a Jericho. Riflette di essere al verde come quando è arrivato per la prima volta, ma si consola dicendo che ora tutti a Jericho stanno meglio.